# De administrando Imperio

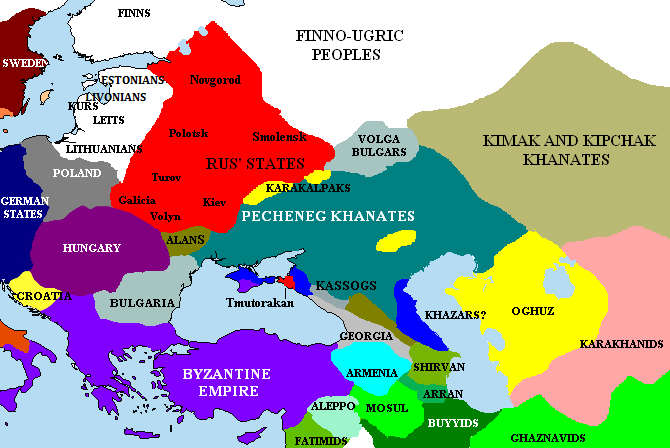
L’empire byzantin et ses voisins au temps de Constantin VII.

Le « De administrando Imperio » (litt : « Au sujet de l'administration de l'Empire ») est le titre latin communément utilisé pour un ouvrage écrit en grec ancien vers 950 par l'empereur byzantin Constantin VII et connu sous le titre « Προς τον ίδιον υιόν Ρωμανόν” (Pros ton idion yion Romanon; litt : « À notre propre fils Romanus »), tiré de la préface du livre.  Manuel de politique intérieure et étrangère écrit à l’intention de son fils le futur empereur Romain II, le livre est un exposé géographique et historique des peuples qui composaient ou entouraient l’empire, les relations qu’il convenait d’entretenir avec eux et les procédés diplomatiques ou militaires susceptibles de produire les résultats voulus.

## Contexte historique

### Constantin VII l’écrivain

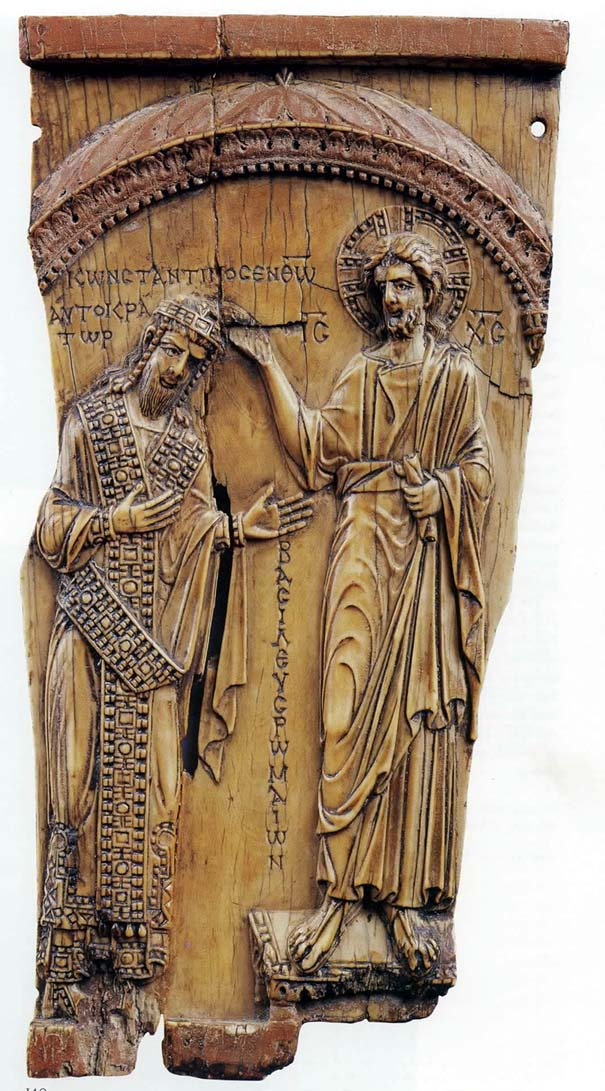
Le Christ couronnant Constantin VII (Ivoire, 945, musée Pouchkine).

Né en 905, Constantin VII (r. 913 – 959) était considéré à sa naissance comme l’enfant illégitime de Léon VI le Sage (r. 886 – 912), son mariage avec Zoé Karbonopsina, son quatrième,  n’étant pas reconnu par l’Église orthodoxe, laquelle n’acceptait que deux mariages successifs. Ayant obtenu du pape une dispense et ayant demis de ses fonctions le patriarche de Constantinople, il parvint à faire légitimer le jeune Constantin qui fut nommé coempereur en 911.
Lorsque Léon VI mourut le trône revint au frère de celui-ci, Alexandre, qui mourut à son tour l’année suivante. L’empire fut alors administré par un conseil de régence présidé par l’impératrice Zoé qui dut bientôt faire appel à l’amiral Romain Lécapène pour éviter un coup d’État. Celui-ci prit soin de marier d’abord sa fille, Hélène Lécapène, à Constantin avant de s’emparer lui-même du pouvoir en 920, et de renvoyer Zoé Karbonopsina dans un couvent. Si Constantin conservera le titre impérial durant cette période, il prit la deuxième place après celui qui était devenu Romain Ier Lécapène (r. 920 – 944). Ce n’est qu’en 944, après la mort de Romain Lécapène, que Constantin parvint à exercer véritablement le pouvoir à l’âge de trente-neuf ans .
De tempérament intellectuel, épris d’histoire, Constantin passa ses années d’inactivité à écumer les bibliothèques, colligeant tout ce qu’il pouvait trouver sur l’histoire, l’administration et le  cérémonial adopté par les empereurs précédents. Il devait en résulter le premier volume du « De Ceremoniis ». C’est aussi pendant ces années que sa femme lui donna deux fils, Léon et Romain, le premier devant mourir en bas âge .
Méprisant la basse condition et le manque de culture de Romain Lécapène, il était déterminé à prodiguer à son fils et successeur, le futur Romain II (r. 959 – 963) les conseils qui feraient de lui quelqu’un apte à diriger l’empire parce que connaissant parfaitement ses composantes et la façon de traiter amis et ennemis.

### L’œuvre

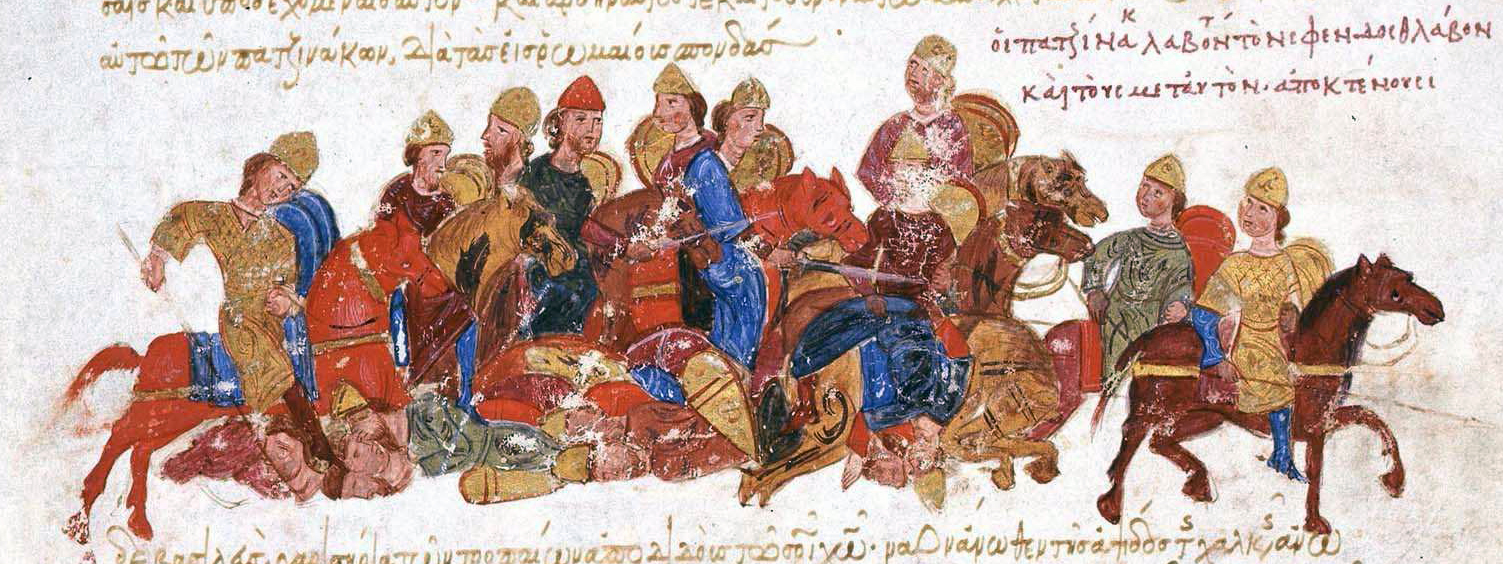
Les Petchenègues massacrant les “Scythes” de Sviatoslav Ier de Kiev d’après le Manuscrit Skylitzès fol. 173r.

C’est ce qui le poussa à écrire entre 948 et 952,, un manuel sur la façon de diriger un empire multiethnique et d’en combattre les ennemis. Le « De Administrando Imperio » combine deux œuvres précédentes de Constantin : le Περί Διοικήσεως τοῦ Κράτους βιβλίον καί τῶν διαφόρων Έθνῶν (Litt : Concernant la gestion de l’État et de ses diverses nations ) qui décrit l’histoire et les personnalités des divers peuples entourant l’empire comme les Petchenègues, les Rus’, les Croates et les Serbes, les Arabes, les Lombards, les Arméniens et les Géorgiens, ainsi que le Περί θεμάτων Άνατολῆς καί Δύσεως (Litt : Concernant les thèmes, connu en latin comme De Thematibus) qui relate les récents évènements dans les provinces de l’empire : Arménie, Ibérie, Chypre et le Péloponnèse. Il inclut également des conseils personnels à son fils ainsi que des extraits de la « Chronographie » de Théophane et de l’ Ἐθνικά  (Litt : les Ethniques) d’Étienne de Byzance (VIe siècle).
Bien que Constantin s’adresse à la première personne du singulier à son fils à divers endroits du texte, il reconnait avoir eu pour l’aider dans sa compilation l’assistance d’un « collaborateur anonyme ».

## Contenu

### Sujets abordés dans le livre

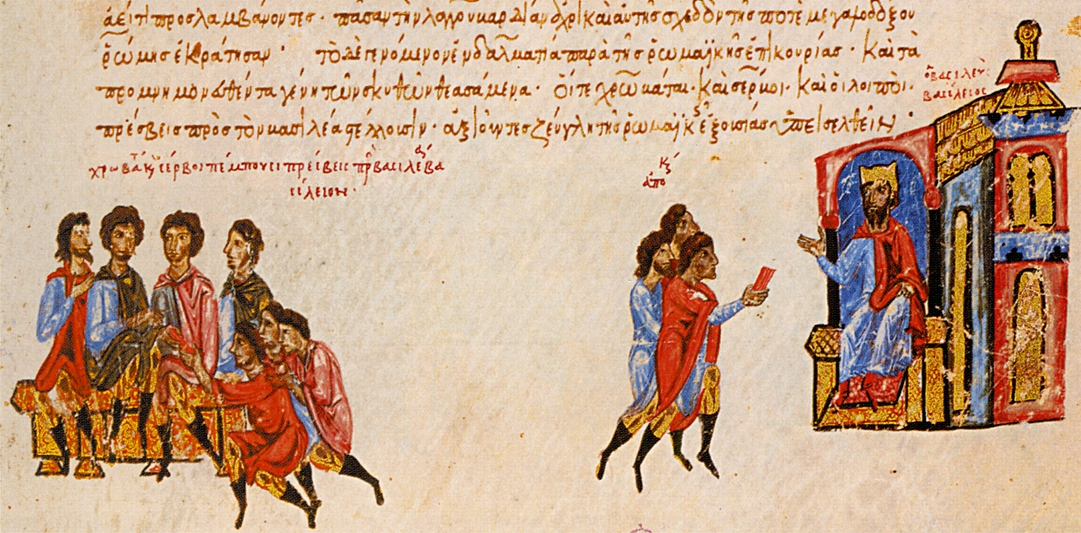
Délégation de Serbes et de Croates auprès de l’empereur Basile Ier d’après le Manuscrit Skylitzès, fol. 96r.

Dans la préface, Constantin indique qu’il veut traiter de quatre sujets:
- Les relations de différents peuples (ethnè) avec l’Empire des Romains (Romaioi) et les différents moyens de se servir de ces peuples pour conquérir et subjuguer de dangereux ennemis;
- les cadeaux que préfèrent ces différents peuples;
- les caractéristiques historiques et géographiques de ces peuples ainsi que certaines de leurs traditions;
- Les changements survenus dans l’administration de l’État, chapitre qui ne semble pas avoir été écrit.

De cette façon, une fois devenu empereur, le jeune Romain pourra vraiment apparaitre comme l’élu de Dieu, avoir la sagesse d’un Salomon et étendre la domination de l’empire aux confins de l'œkoumène, le monde connu d’alors.

### Résumés des chapitres

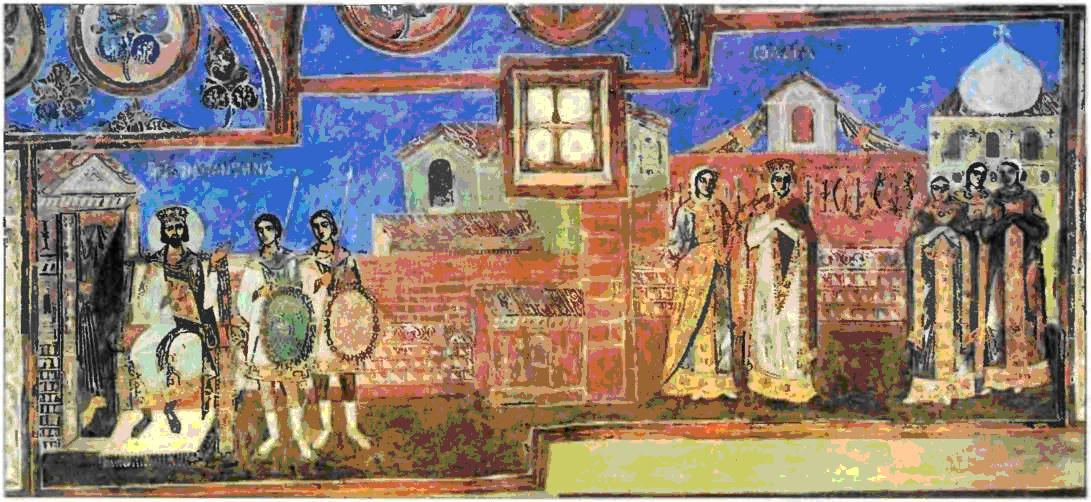
La princesse Olga de Kiev rencontre l’empereur lors de la première visite officielle rus’ à Constantinople.

Les chapitres 1 à 8 et 10 à 12 expliquent la politique à suivre à l’endroit des Petchenègues, des Rus’, des Turcs, des Bulgares  et des Khersonésiens (habitants de Chersonèse ou Cherson dans la Crimée d’aujourd’hui).
Les Petchenègues étaient un peuple nomade originaire d’Asie centrale qui s’établit vers la fin du IXe siècle dans le bassin de la Volga  au nord de la mer Caspienne.  De là, un de leurs groupes migra vers la Hongrie d’aujourd’hui où ils s’allièrent aux Magyars installés dans le bassin des Carpates pour piller la Thrace et venir menacer Constantinople. Ils constitueront toujours une menace pour l’empire et Constantin VII les décrit comme des gens cupides prêts à se vendre au plus offrant. Toutefois, leur valeur guerrière pouvait être exploitée pour tenir en échec d’autres voisins turbulents de l’empire comme les Rus’, les Turcs et les Bulgares . C’est pourquoi, il suggère à son fils de « conclure des conventions et des traités d'amitié avec eux et à leur envoyer chaque année de notre part, un apocrisiaire [ambassadeur] avec des présents dignes de ce peuple ». Il rappelle en même temps à son fils les précautions à prendre  en exigeant d’eux des otages .
Peuple nomade les Petchenègues étaient divisés en plusieurs clans répandus sur un vaste territoire. Certains de ces clans étaient des entremetteurs incontournables en matière commerciale, notamment pour éviter qu’ils ne s’attaquent aux Rus’ qui venaient chaque année à Constantinople le long de la « route commerciale des Varègues aux Grecs ». Partant de divers centres commerciaux de Scandinavie, les Rus' arrivaient à Constantinople en suivant rivières et fleuves dont le Dniestr. La neutralité bienveillante des Petchenègues était également nécessaire au commerce de Constantinople avec la Crimée (principale ville Kherson).
Le chapitre 13 est une directive générale sur la politique étrangère dans lequel Constantin indique à son fils comment il pourra rejeter les exigences et requêtes importunes de ces peuples du nord qui veulent toujours « faire de gros profits en échange de petits services » en recourant à « des discours prudents ainsi que par d’habiles échappatoires".

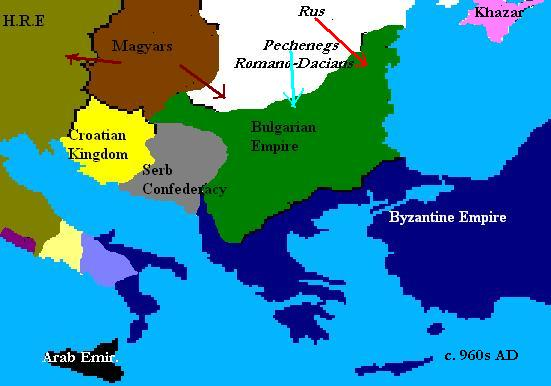
Les Balkans vers 960.

Les chapitres 14 à 40 sont une compilation   d’histoires et de légendes concernant l’installation de divers peuples aux frontières de l’empire : Arabes (Sarrazins), les Ibériens et l’Espagne, la Lombardie , Venise, la Dalmatie, les Croates, les Serbes, les Zachloumiens, les Travouniens, les Diocléiens , les Paganiens, à nouveau les Petchenègues , les Turcs, les Kabars, la Moravie.  Ces descriptifs historiques sont entrecoupés par des extraits de la Chronique de Théophane se rapportant aux successeurs de Mahomet dont traite Constantin dans les chapitres 13 à 22. Le chapitre 26 est une leçon de généalogie sur le roi Hugues dont la fille vint à Constantinople épouser le fils de Constantin, le futur Romain II.
Les chapitres 43 à 46 traitent de la situation politique en cours dans les provinces d’Arménie et de Géorgie au nord-est de l’empire : le pays de Taron , le pays des Apachounis et  l’Ibérie.
Les chapitres 47 et 48 traitent de Chypre et de la façon dont l’empereur Justinien repeupla l’ile avec la collaboration de l’émir Al-moumenin, commandeur des croyants.
Les chapitres 49 et 50 sont consacrés aux Slaves : les Slavènes, peuple slave établi dans la région de Novgorod et de Pskov et les Slaves du Péloponèse.
Les trois derniers chapitres (51, 52, 53) ne semblent pas reliés aux précédents et constituent sans doute des ajouts au texte original. Le chapitre 51 explique  pourquoi fut construit le dromon impérial sous le règne de Léon VI, le père de Constantin; le chapitre 52 se compose d'extraits de documents mentionnés par l'auteur du chapitre 51 et porte sur la réquisition des chevaux et des harnais pour les expéditions militaires à venir, la seconde sur la collecte des fonds en lieu et place du service militaire dans les campagnes. Le chap. 53, qui n’est sans doute pas de Constantin, relate les relations de Constantin le Grand et de ses prédécesseurs immédiats avec la ville de Chersonèse en Crimée.

## Transmission
Écrit entre 948 et 952 alors que son fils Romain était déjà associé au trône, le « De Administrando Imperio » n’avait pas de titre à l’origine, commençant simplement par la formule rituelle : « Constantin, par la grâce du Christ Éternel Souverain, empereur des Romains, à son propre fils Romain, couronné par Dieu et né dans la pourpre ». Le titre latin « De Administrando Imperio » lui fut donné par Johannes Meursius lors de l’édition princeps du livre en 1611.
Par la suite, Anselmo Bandouri, moine bénédictin installé à Paris traduisit en latin divers manuscrits relatifs à l’histoire de Byzance et, les joignant à d’autres pièces déjà connues sur le même sujet, les publia en 1711 sous le titre d'Imperium Orientale, ouvrage faisant partie de la Collection byzantine du Louvre. Son édition devait être reprise en 1729 dans le cadre de la collection vénitienne des historiens byzantins et en 1864 par l’abbé Jean-Paul Migne.
La première édition moderne du texte grec compilé par Gy. Moravscik traduit en anglais par R.J.H. Jenkins parut à Budapest en 1949. Des éditions subséquentes parurent en 1962 (Athlone, Londres) en 1967 et en 1993 (Dumbarton Oaks Research Library and Collection, Washington, D.C.).
Une édition bilingue (grec/français) en ligne mise en page et traduite  par Marc Szwajcer se trouve sur le site « L'antiquité grecque et latine du moyen âge » de Philippe Remacle & alii à l’adresse URL : http://remacle.org/bloodwolf/historiens/constantin/administration1.htm.
Il subsiste quatre copies du manuscrit originel :
- Le codex Parisinus gr. 2009. Copiste : le secrétaire de Jean Doukas, un certain Michel. Cette première copie datant de la fin du XIe siècle est conservé à la Bibliothèque Nationale de Paris.
- Le codex Vaticanus-Palatinus gr 126. Copiste : Antoine Eparchus. Il date de 1509 et est conservé à la Bibliothèque Vaticane.
- Le codex Parisinus gr. 2967, une copie du précédent datant de 1509-1529, conservé à la Bibliothèque Nationale de Paris.
- Le codex Multinensis gr. 179. Copiste : Andrea Darmari. Il date de 1560-1586 et est conservé à la Bibliothèque de Modène.

## Langue
Le  Xe siècle fut l’âge d’or des « compilations ». Fuyant la créativité et l’originalité, les auteurs tentèrent de rassembler, copier et structurer la culture helléno-chrétienne de l’antiquité tardive en modelant leur langue sur celle qu’avaient écrite les derniers grands auteurs des IIIe siècle et IVe siècle. Tout comme le « De Ceremoniis », le « De Administrando Imperio » échappera à cette règle, Constantin s’adressant à son fils  écrira qu’il n’a « pas cherché à faire étalage d’une belle écriture auréolée d'un style attique, et d’une emphase sublime ; je me suis plutôt empressé, par des propos didactiques et familiers, à t’apprendre les choses que tu ne devrais pas méconnaître ». Écrit en grec byzantin classique, ce texte est probablement le plus rapproché que nous possédions de la langue vernaculaire parlée au sein de la bureaucratie impériale au Xe siècle.

## Importance historique

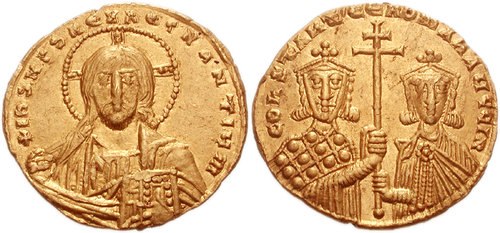
Solidus d’or représentant Constantin VII et son fils, le futur Romain II.

Le De Administrando Imperio comprend deux genres de textes. Les premiers constituent une compilation de textes d’archives, les deuxièmes, de nature didactique, renferment des conseils personnels sur les méthodes diplomatiques à utiliser pour en arriver aux résultats escomptés. Les deuxièmes étant des conseils donnés à son propre fils, on ne peut douter de la sincérité de l’auteur. Mais en ce qui concerne les premiers, il y a lieu de distinguer entre la date de la compilation (vraisemblablement les années 950) et la date où furent rédigés les textes originaux. De plus certains textes comportent des erreurs historiques. Si certains de ces textes comme le chapitre 9 décrivant « la route des Varègues vers les Grecs » sont d’une grande importance historique, d’autres sont basés sur de simples traditions dont la fiabilité est discutable.
Toutefois, dans son ensemble, le texte est une source d’importance pour l’histoire du Caucase, des peuples au nord de la mer Noire (Rus’, Petchenègues, Magyars, Khazars) ainsi que des Serbes et des Croates .

### Source primaire
- (fr) Constantin Porphyrogénète. “De administrando imperio” (bilingue) », traduction Marc Szwajcer. Site de Philippe Remacle & alii. L'antiquité grecque et latine du moyen âge. [en ligne] http://remacle.org/bloodwolf/historiens/constantin/table.htm.
- (en) Constantine Porphyrogenitus. De Administrando Imperio (= Dumbarton Oaks Texts. Bd. 1 = Corpus Fontium Historiae Byzantinae. Bd. 1). Greek text edited by Gy. Moravcsik. English translation by R. J. H. Jenkins. New, revised edition, 2nd imprint. Dumbarton Oaks Center for Byzantine Studies, Washington DC, 1985,  (ISBN 0-88402-021-5).
- Constantine Porphyrogenitus. De Administrando Imperio. ed. Moravcsik, Gyula, 1967 [1949]. Texte en grec. [partiellement en ligne] https://books.google.com/books?id=3al15wpFWiMC.

### Sources secondaires
- (de) Belke, Klaus & Peter Soustal. Die Byzantiner und ihre Nachbarn. Die De Administrando Imperio genannte Lehrschrift des Kaisers Konstantinos Porphyrogennetos (= Byzantinische Geschichtsschreiber. Bd. 19). Übersetzt, eingeleitet und erklärt. Fassbaender, Wien, 1995,  (ISBN 3-900538-54-9).
- (en) Bury, John Bagnell. “De Administrando Imperio” (dans) Byzantinische Zeitschrift, Leipzig, 1906. [en ligne] https://archive.org/details/DeAdministrandoImperioonTheGovernanceOfTheEmpire/page/n1/mode/2up.
- (en) Bury, John Bagnell, ed. Constantine VII Porphyrogenitus, The early history of the Slavonic settlements in Dalmatia, Croatia, & Serbia - De administrando Imperio, Chapters 29-36 (PDF). London-New York: Society for promoting Christian knowledge-Macmillan, 1920.
- (en) Kazdhan, Alexander (ed.). The Oxford Dictionary of Byzantium. Oxford, Oxford University Press, 1991.  (ISBN 978-0-19-504652-6).
- (ru) Литаврин, Г.Г, ed. Константин Багрянородный, Об управлении империей (Издание второе ed.). Москва, 1991.  (ISBN 5-02-008637-1).
- (en) Logos, Aleksandar.  "De administrando imperio: Time of creation and some corrections for translation", academia.edu, 2019. retrieved 2020-03-03.
- (sr) Logos, Aleksandar. Istorija Srba 1 - Dopuna 4; Istorija Srba 5 (PDF). Beograd, ATC, 2019.  (ISBN 978-86-85117-46-6).
- (en) Moravcsik, Gyula, ed. Constantine Porphyrogenitus: De Administrando Imperio (2nd revised ed.). Washington D.C., Dumbarton Oaks Center for Byzantine Studies, 1967 [1949].
- (fr) Ostrogorsky, Georges. Histoire de l’État byzantin. Paris, Payot, 1983 [1956],  (ISBN 2-228-07061-0).
- (ru) Ферјанчић, Божидар. "Константин VII Порфирогенит". Византиски извори за историју народа Југославије. 2. Београд, Византолошки институт, 1959. pp. 1–98.
- (fr) Roux, Jean-Paul. Histoire des Turcs : Deux mille ans du Pacifique à la Méditerranée, « Les Petchenègues », Fayard, 2000.  (ISBN 978-2-213-64065-5).
- (en) Shchavelev, Aleksei S. "Treatise De Administrando Imperio by Emperor Constantine VII Porphyrogenitus: Date of the Paris gr. 2009 Copy, Years of Compiling of the Original Codex, and a Hypothesis about the Number of Authors" (in) Studia Ceranea 9, 2019.
- (en) Spinei, Victor. The Great Migrations in the East and South East of Europe from the Ninth to the Thirteenth Century, Romanian Cultural Inst., Center for Transylvanian Studies, 2003.
- (en) Treadgold, Warren. The Middle Byzantine Historians. New York, Palgrave Macmillan, 2013.  (ISBN 978-1-137-28085-5).
- (en) Vasiliev, A.A. History of the Byzantine Empire. Madison, The University of Wisconsin Press, 1952. (ISBN 978-0-299-80925-6).
- (en) Živković, Tibor. "Constantine Porhyrogenitus and the Ragusan Authors before 1611" (PDF). Историјски часопис. 53, 2006, pp. 145–164. Archived from the original (PDF) on 2018-03-24. Retrieved 2018-12-30.
- (en) Živković, Tibor. "Constantine Porphyrogenitus' Kastra oikoumena in the Southern Slavs Principalities" (PDF). Историјски часопис. 57, 2008. pp. 9–28. Archived from the original (PDF) on 2018-03-24. Retrieved 2018-07-21.
- (en) Živković, Tibor. "Constantine Porphyrogenitus' Source on the Earliest History of the Croats and Serbs". Radovi Zavoda za hrvatsku povijest u Zagrebu, 42, 2010. pp. 117–131.
- (en) Živković, Tibor. De conversione Croatorum et Serborum: A Lost Source. Belgrade, The Institute of History, 2012.